# Морска гъба портмоне
Морските гъби портмонета (Grantia compressa) са вид варовикови водни гъби от семейство Grantiidae.
Таксонът е описан за пръв път от Ото Фабрициус през 1780 година.